# 남한 (십국)
남한(南漢, 909년 ~ 971년)은 중국 오대십국 시대 10국 중 하나로, 당나라 멸망 후 지금의 광둥성과 광시 지역을 지배한 나라이다.

## 역사
건국자 유은(劉隱)의 선조는 후난성에 있다가 조부의 대에 복건으로 이주하여 남해 교역으로 막대한 이익을 올려, 지역의 유력자가 되었다. 아버지 유지겸(劉知謙) 때 광주(廣州)로 옮겨 황소의 난 때 공적을 세우고, 봉주(封州)자사가 되었다.
유지겸이 사망한 후 그 지위를 이어받아 자사가 된 유은은 정해군 절도사(靜海軍節度使)의 반란을 진압하고 오히려 이것을 기회로 삼아 904년 정해군 절도사가 되었다. 그 후 광동 전지역과 광서의 일부를 지배하고, 당나라 멸망과 더불어 자립할 준비를 하였다. 거기에 남해 교역으로 얻은 이익을 토대로 광동, 광서에 세력을 넓혀 반독립 세력화되었다. 이에 대해 당시 중원의 세력이었던 후량은 909년 그를 남평왕(南平王)에, 911년 남해왕(南海王)에 임명했다. 유은은 남해왕에 임명된 후 얼마 지나지 않아 사망했다.
뒤를 계승한 동생 유엄(劉龑)은 917년 황제를 칭하고 완전히 독립했다. 국호는 처음엔 대월(大越)이라고 했으나, 918년 전한, 후한을 건국한 유씨(劉氏)와 같은 성씨라고 하면서 한(漢)이라고 고쳤다. 남한의 이름은 다른 정권과 구별하기 위해 후대의 역사가가 명명한 것이다.
남한의 정치는 전란의 시대에서 압도적으로 군인주도의 정치가 이루어졌던 오대십국 시대에서는 매우 이례적으로 문관이 주도하는 정치가 이루어졌다. 지방관은 전부 문관이어야 한다는 것이 원칙이기도 했다. 그 이유에 대해서는 당나라 시대 중앙에서 권력다툼에서 패한 관료들의 좌천지역으로 선택된 곳이 바로 이 지역이기 때문이었고, 거기에 그대로 이곳에 눌러앉아 정착한 이들도 많아, 이런 사람들이 남한 세력에 참가하게 된 것이었다.
유은 자신도 이러한 문관의 참가를 적극적으로 추진하여 이 지역을 비교적 평온한 상태로 만드는 데 성공했다. 또한 남해 교역으로 막대한 이익을 올려, 궁정은 크게 윤택하였다.
그러나 942년 유엄의 사후 계승권 다툼으로 인해 혼란이 일어났다. 즉 유엄의 3남 유분(劉玢)이 뒤를 잇자, 그를 동생 유성(劉晟)이 살해하고, 자신이 즉위했다.
유성은 제위를 다투던 동생들을 모두 살해하고 제위를 안정시킨 뒤, 이윽고 북쪽의 초나라의 내란을 틈타 출병하여 영토를 빼앗았다. 그러나 원정의 성공 후 자만한 유성은 동생들의 아내를 후궁으로 들이는 등 품행이 불량한 행동을 일삼고, 이윽고 정치를 환관에게 맡기면서 내부는 부패하였다.
유성은 958년에 죽고, 장남 유창(劉鋹)이 계승했으나, 유창은 의심이 매우 강해 문관들을 살해하고 그 자리를 모두 환관으로 메우면서 유창의 조정은 거의 환관이 독점하는 일이 벌어졌다. 유창은 등용하려는 인물이 있으면 그 자리에서 바로 거세를 해야만 등용할 수 있다고 말했다고 전해진다.
이러한 사태로 민심은 떠나고, 971년 송나라의 침공에 어떤 저항도 하지 않았다. 유창은 재물을 갖고 도망치려 했으나 신임하던 환관에 의해 붙잡혀 송나라군의 포로가 되었고, 그의 영토도 송나라에 병합되었다. 유창을 시작으로 일족은 카이펑으로 옮겨져, 왕족으로서 대우를 받았다. 유창은 송나라의 좌천우위대장군(左千牛衛大將軍)이 되었고, 사후에는 남월왕(南越王)에 추봉되었다.

## 역대 군주
| 대수  | 묘호                            | 시호                                | 휘             | 연호                                                                       | 재위 기간     | 능호       |
| ----- | ------------------------------- | ----------------------------------- | -------------- | -------------------------------------------------------------------------- | ------------- | ---------- |
| -     | 한 태조 (漢太祖) (한 고조 추숭) | 문황제 (文皇帝)                     | 유안인(劉安仁) | -                                                                          | -             | -          |
| -     | 한 대조 (漢代祖) (한 고조 추숭) | 성무황제 (聖武皇帝)                 | 유지겸(劉知謙) | -                                                                          | -             | -          |
| -     | 한 열종 (漢烈宗) (한 고조 추숭) | 양황제 (襄皇帝)                     | 유은(劉隱)     | -                                                                          | -             | 덕릉(德陵) |
| 제1대 | 한 고조 (漢高祖)                | 천황대제 (天皇大帝)                 | 유엄(劉龑)     | 건형(乾亨) 917년 ~ 925년 백룡(白龍) 925년 ~ 928년 대유(大有) 928년 ~ 942년 | 917년 ~ 942년 | 강릉(康陵) |
| 제2대 | -                               | 상황제 (殤皇帝)                     | 유분(劉玢)     | 광천(光天) 942년 ~ 943년                                                   | 942년 ~ 943년 | -          |
| 제3대 | 한 중종 (漢中宗)                | 문무광성명효황제 (文武光聖明孝皇帝) | 유성(劉晟)     | 응건(應乾) 943년 건화(乾和) 943년 ~ 958년                                  | 943년 ~ 958년 | 소릉(昭陵) |
| 제4대 | -                               | 후주 (後主)                         | 유창(劉鋹)     | 대보(大寶) 958년 ~ 971년                                                   | 958년 ~ 971년 | -          |